# Muhammad Rezá Pahlaví
Muhammad Rezá Šáh Pahlaví Árjamehr (26. října 1919, Teherán – 27. července 1980, Káhira) byl íránský šáh z dynastie Pahlaví a zároveň poslední monarcha na perském pavím trůně. Jeho otcem byl Rezá Šáh Pahlaví, někdejší kozácký důstojník a od převratu v letech 1924/1925 šáh, matkou dcera generála Tádž ol-Molúk.

## Dětství a mládí
Pro svou budoucí panovnickou roli byl Muhammad Rezá pečlivě připravován již od chlapeckého věku. Když mu bylo 7 let, stal se oficiálním následníkem trůnu a jako dvanáctiletého ho spolu s bratrem Alím poslali v květnu 1931 do internátu Le Rosey ve Švýcarsku, kde měl získat patřičné vzdělání. Zůstal tam plných pět let, do roku 1936, a po návratu do vlasti nastoupil na vojenskou akademii v Teheránu, kterou ukončil v roce 1938 v hodnosti podporučíka. To již existovaly plány na politický sňatek s egyptskou princeznou Fauzíjou – svatba se konala roku 1939.
Rezá Šáh Pahlaví, Muhammadův otec, vládl Íránu diktátorsky a svou modernizační politikou, prosazovanou shora, si znepřátelil stoupence světského nacionálního hnutí i šíitské duchovenstvo, čímž ztratil podporu klíčových vrstev společnosti. Významné protivníky si udělal i ve Spojeném království a v SSSR, velmocech, jež prosazovaly v Íránu tradičně své zájmy (důvodem byla jeho snaha o značně nezávislou politiku a relativně neutrální postoj vůči Třetí říši). Po otevření východní fronty druhé světové války Spojenci potřebovali Írán pro zásobování Sovětského svazu. Ten však vyhlásil neutralitu a naopak nadále spolupracoval s Němci. Když šáh neuposlechl výzvy Britů na vyhoštění Němců ze země, Moskva a Londýn se dohodly, že je třeba v zemi vojensky intervenovat a v srpnu 1941 provedly společnou vojenskou invazi. Britové obsadili Perský záliv a Sověti zaútočili ze severu země. Obrana íránské armády se brzy zhroutila, k čemuž přispěla i rozsáhlá dezerce. Rezá Šáh, jehož režim se neměl oč opřít, byl donucen rezignovat na trůn. Dne 17. září 1941 byl ani ne 22letý Muhammad Rezá Pahlaví prohlášen novým íránským šáhem, zatímco otec odešel do exilu.

## Vláda

### Raná léta vlády (1941–1950)

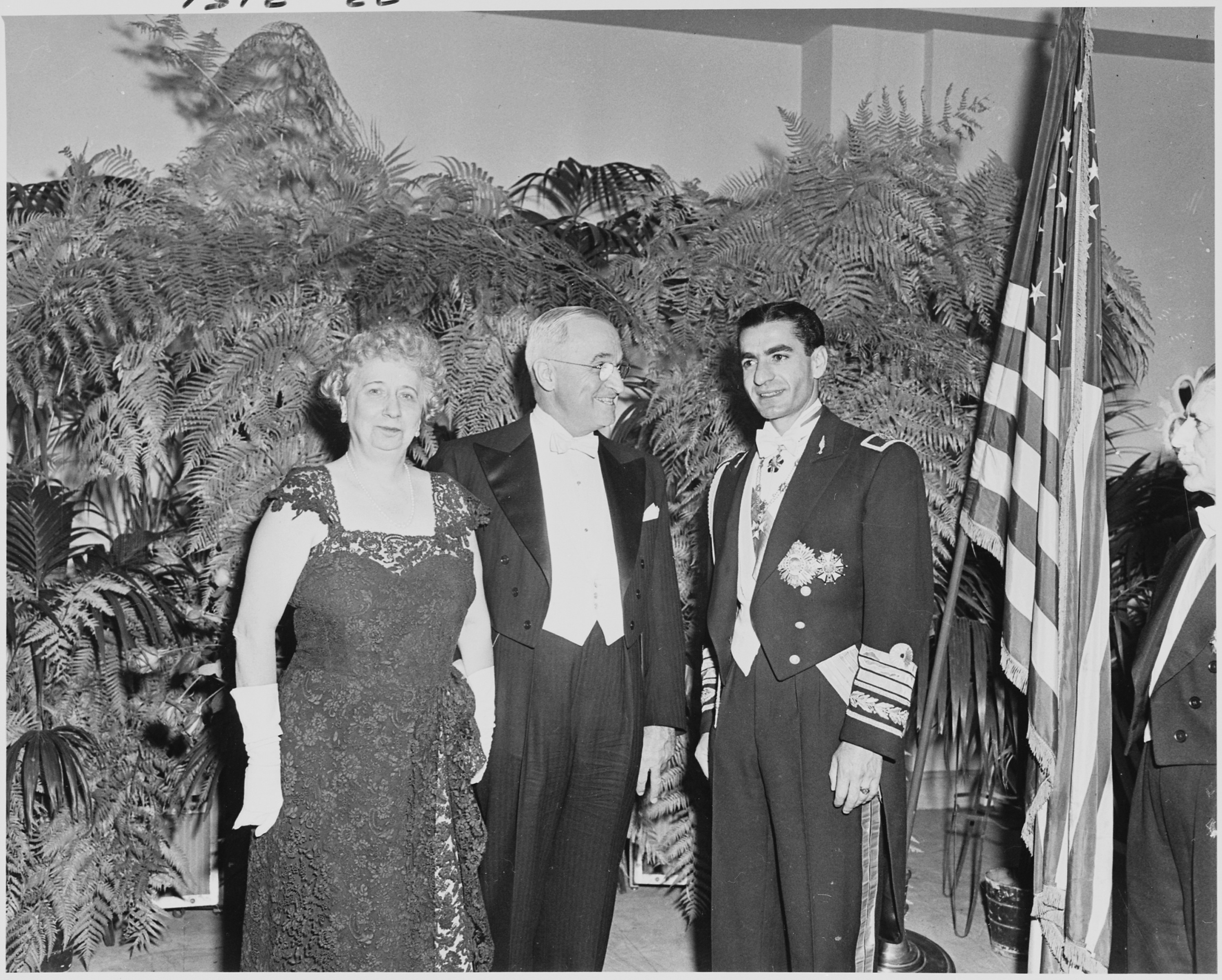
Šáh s americkým prezidentem Trumanem ve Washingtonu, cca 18. listopadu 1949

V prvních letech na trůně si Muhammad Rezá získal značnou oblibu u obyvatel, a to díky plošné amnestii a rehabilitaci politických vězňů zatčených během vlády svého otce. V roce 1943 hostil Teheránskou konferenci tzv. Velké trojky. Po válce zaujal důsledný postoj vůči Sovětům, kteří sponzorovali separatisty snažící se odtrhnout Íránský Ázerbájdžán a Kurdistán. V Íránu navíc sílila komunistická strana Túde. Nicméně v červnu 1946 se Rudá armáda z Íránu stáhla. V prosinci 1946 se íránská armáda vydala na úspěšné tažení proti komunistům v Íránském Ázerbájdžánu, jejichž samovládu potlačila.
Muhammad Rezá Pahlaví byl vášnivým pilotem a po válce se zasadil o modernizaci íránského armádního letectva, a to až do té míry, že to vedlo k podfinancování ostatních složek armády. Byl fascinován západní kulturou. Často létal do Francie, Spojeného království nebo Itálie, kde vedl bohatý noční život. Jeho oblíbenou činností bylo také sledování amerických a evropských filmů, nebo sbírání luxusních automobilů. Byl frankofilem a během své vlády nechal stavět řadu pomníků a památníku v architektonickém stylu míchajícím francouzskou modernu a tradiční perskou architekturu. Později (v sedmdesátých letech) začal sbírat evropské moderní umění. Ve své sbírce měl díla od umělců, jako jsou Picasso, Gauguin, Chagall nebo Braque. 
Během jeho vlády na něj byly uskutečněny minimálně dva atentáty. První se odehrál v únoru 1949 při oslavě založení Teheránské univerzity. Z blízkosti na něj bylo vypáleno pět ran z pistole, ale trefila ho jen jedna střela, která ho škrábla na obličeji. Atentátník byl na místě zastřelen. Později bylo úřady uvedeno, že šlo o člena komunistické strany Túde, která byla následně velmi rychle zakázána. Ve skutečnosti se ovšem jednalo o ši'ítského fundamentalistu.

### Mosaddek a státní převrat (1950–1953)
Ochota dynastie Pahlaví otevírat zemi cizím vlivům, a špatné zkušenosti Íránců s takovou zahraniční politikou, vedly k posílení nacionálního íránského hnutí a k nástupu vlády Muhammada Mosaddeka v roce 1951. Mosaddek krátce poté znárodnil íránský ropný průmysl, dosud ovládaný Brity. Ti poté uvrhli na íránskou ropu obchodní embargo a dovedli zemi k hospodářské a politické krizi. Současně Britové apelovali na Američany, aby jim pomohli svrhnout Mosaddeka z pozice předsedy vlády. Američané však Brity podpořili až na konci roku 1952, kdy byl zvolen novým prezidentem Dwight D. Eisenhower. Britové Eisenhowera přesvědčili, že vláda Mosaddeka nevyhnutelně povede ke komunistickému převratu a podpoře Sovětského svazu ve studené válce. Později se ukázalo, že tento předpoklad byl paranoidní a nezakládal se na faktech.
V roce 1953 zahájila americká CIA ve spolupráci s britskou MI6 operaci Ajax, při které investovaly do podvratné propagandistické kampaně proti Mosaddekovi. V srpnu 1953 poté zosnovaly úspěšný státní převrat. Muhammad Rezá původně nechtěl s převratem souhlasit, ale nakonec se nechal přesvědčit. Pár dní před převratem odletěl na dovolenou do Říma a současně nechal Mosaddekovi doručit odvolání z funkce, které ale Mosaddek nepřijal. Nicméně byl přesto svržen generálem Fazlulláhem Záhidím, vybraným anglo-americkými tajnými službami. Šáh se ihned poté vrátil do Íránu a pokračoval ve vládě. Generál Záhidí byl předsedou vlády. Mosaddek byl zatčen a uvězněn. Jeho příznivci byli pronásledováni, zatýkáni, mučeni a někteří popraveni. Nicméně šáh zabránil plošnému masakru.

### Upevňování moci s pomocí Britů a Američanů (1953–1962)

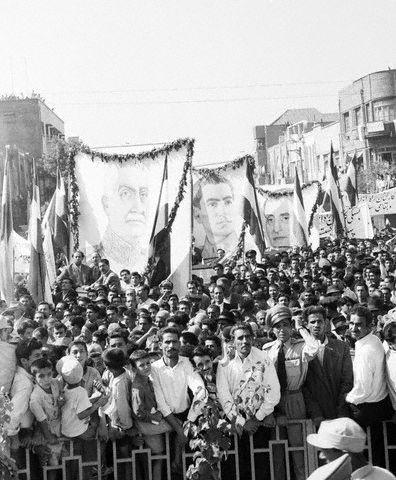
Demonstranti podporující šáha (1954)

Muhammad Rezá Pahlaví se po státním převratu rozhodl inspirovat Mosaddekem a snažil se oslovit širokou veřejnost socio-ekonomickými reformami. Důvodem bylo, že chtěl vytvořit protiváhu íránským elitám, které ho považovaly za zbabělce, který se měl stát jen ceremoniální postavou bez vlivu. Šáh proto již v roce 1955 odvolal generála Záhidího z funkce a jmenoval sobě loajálního technokrata. Následně vystupoval coby pokrokář, který modernizuje Írán a zbaví ho feudálních přežitků. Hodlal provést pozemkovou reformu a zrovnoprávnit občanské postavení žen. V téže době se pokusil postavit národní mytologii kolem perského panovníka a reformátora Kýra II. Šáh také slíbil, že Írán brzy dosáhne životní úrovně Západu. Muslimským elitám se chtěl zavděčit tradičními represemi íránských bahá’ístů. Nicméně vládl coby autoritář. V roce 1957 založil obávanou tajnou policii SAVAK, která proslula brutálním mučením a represemi odpůrců režimu, a to skutečných, ale i domnělých. Na svém vrcholu měla policie pět tisíc příslušníků.
V únoru 1958 byl odhalen plán armádního státního převratu. Ten otřásl íránsko-americkými vztahy, jelikož jisté stopy spojovaly spiklence s Američany. Vedle toho tyto vztahy ochladly i poté, co USA odmítly vstoupit do Bagdádského paktu. Jelikož zprávy íránské armády uváděly, že pokud by byl Írán napaden Sovětským svazem, obrana by padla v řádu hodin, a vzhledem k tomu, že se Američané odmítali zavázat vojenskou pomocí, usiloval šáh v roce 1959 o uzavření dohody o neútočení se Sovětským svazem. Do tohoto vyjednávání ovšem vstoupil prezident Eisenhower, který šáhovi „doporučil“ smlouvu neuzavřít. Vyjednávání tedy padla. Sovětský svaz poté zahájil kampaň podněcující vzpouru proti šáhovi. Nikita Chruščov dokonce plánoval na šáha atentát.
V červenci 1959 de facto uznal stát Izrael, když povolil otevření izraelské obchodní komory v Teheránu, která v praxi sloužila jako ambasáda. Tento krok podráždil řadu arabských zemí. V prosinci 1959 byl na státní návštěvě v Íránu Eisenhower. Šáh ho přesvědčil o tom, že Írán je v přední linii studené války, přičemž ze severu čelí Sovětskému svazu a ze západu prosovětským rebelům v Iráku. Eisenhower v důsledku schválil zvýšení vojenské pomoci Íránu.
Dobré vztahy s USA si chtěl podržet podporou Republikánů. V amerických prezidentských volbách 1960 finančně podpořil Richarda Nixona, který ovšem prohrál s Johnem F. Kennedym. Po volbách vyslal do Washingtonu generála tajné policie SAVAK Tajmúra Bachtijára. Ten tam ovšem měl, jak se ukázalo (Američané o tomto šáha informovali), vyjednávat podporu pro vlastní pokus o státní převrat. Bachtijár byl následně zbaven funkce a vyhoštěn. V lednu 1962 šáh sám vycestoval na státní návštěvu USA, kde se setkal s protesty demonstrantů. Následně cestoval do Londýna, kde se měl účastnit oficiální večeře s královnou Alžbětou II., která ale byla na poslední chvíli odvolána, což šáh vzal jako urážku.
Téhož roku umožnil vstup íránských křesťanů a dalších jinověrců do komunálních úřadů, kdy mohli nově skládat státní přísahu na svou svatou knihu a nikoliv již na Korán. Tehdy proti němu poprvé veřejně vystoupil ájatolláh Chomejní.

### Bílá revoluce (1963–1977)

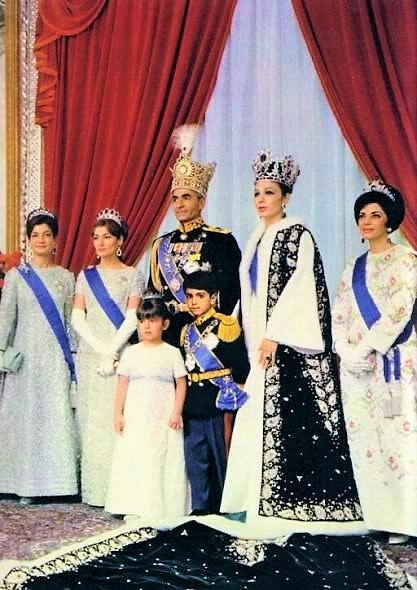
Korunovace Muhammada Rezy Pahlavího na Šáhanšáha (1967)

Pro šáhovu hospodářskou a sociální politiku se obvykle užívá termínu „bílá revoluce“ – podle 12 bodového programu, který Íránci schválili v referendu 26. ledna 1963. Jeho nejdůležitějšími prvky byly zrušení pachtovního systému a rozdělení velkostatkářské půdy, prodej státních podniků družstvům a soukromým podnikatelům, podíl dělníků na zisku jejich firem, všeobecné volební právo pro ženy a boj s analfabetismem. Šáhovým úmyslem bylo přeměnit Írán ve velmoc a to znamenalo především výstavbu průmyslu. Avšak korupční prostředí a autokratický styl vlády nebyly vhodné k přeměně země na moderní stát – investice z centra sloužily jen k obohacení elity. Většina Íránců žila dál v chudých poměrech na venkově nebo v předměstských slumech a světský styl režimu zase pobuřoval duchovenstvo, lpící na muslimských tradicích.
Stále viditelnějším kritikem šáha a jeho liberalizace a modernizace byl ájatolláh Chomejní, na jehož kritická kázání chodily davy muslimů (zejména v tradičním náboženském centru Qom). Hybnou silou demonstrací byli radikální náboženští studenti, kteří volali po svržení šáha. Tito studenti se následně stali terčem represí tajné policie SAVAK, která povraždila kolem dvou set z nich. Chomejní v říjnu 1965 uprchl do Iráku.
V dubnu 1965 se odehrál druhý pokus o atentát, když voják vystřelil po šáhovi u Mramorového paláce. Šáh vyvázl bez zranění. Ovšem dva členové jeho ochranky byli zabiti.
V říjnu 1967 se sám korunoval starodávným titulem Šáhanšáh (král králů).

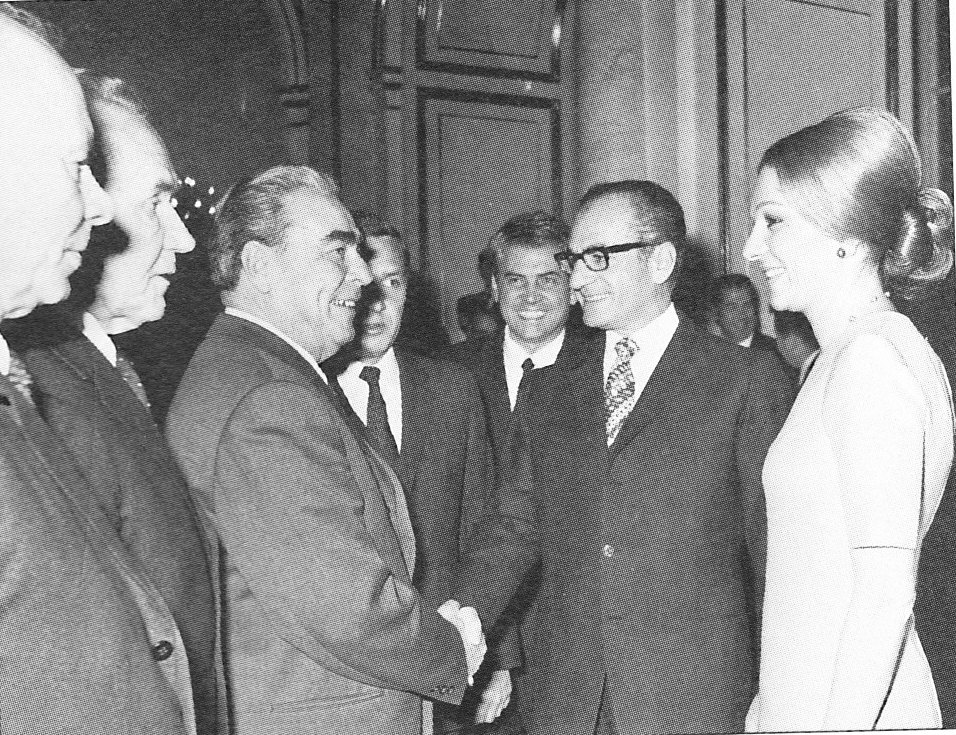
Muhammad Rezá Pahlaví a královna Farah s Leonidem Brežněvem v Moskvě (1970)

Muhammad Rezá Pahlaví ve své snaze modernizovat Írán účelově začal oslavovat předmuslimskou historii Persie. Národní odkaz hledal v Achaimenovské říši, kterou založil Kýros II. I proto nechal v roce 1971 uspořádat pompézní oslavy 2500 let Perské říše. Během oslav nechal změnit dataci íránského kalendáře namísto od hidžry právě od založení Achaimenovské říše. Slavnostního průvodu v Persepolis se účastnilo šest tisíc vojáků v uniformách mapujících historii perských dynastií.
Po Jomkipurské válce v říjnu 1973 arabské země bojkotovaly vývoz ropy do západních zemí, což vedlo k ropné krizi. Írán vyhlásil v konfliktu neutralitu, ale přesvědčil členy Organizace zemí vyvážejících ropu k zdražení cen ropy. Tím výrazně vzrostl zisk z íránské ropy. Díky tomu zaznamenal Írán v roce 1973 33% ekonomický růst a v následujícím roce 40% růst. Rychlé tempo si íránská ekonomika držela i v dalších letech. Spolu s výkonnou ekonomikou se šáh pustil do velkých infrastrukturních projektů (výstavba přehrad, jaderných elektráren,  apod.). Díky tomu rychle rostl segment soukromého stavebnictví. Rostly také segmenty automobilového průmyslu a výroby spotřební elektroniky. Rostoucí ekonomika přilákala západní zahraniční investory, kteří otevírali v Íránu pobočky svých společností, a s nimi i různé spekulanty.
S přísunem petrodolarů se šáh rozhodl uskutečnit svou vizi Velké civilizace či Revoluce šáha a lidu. Do deseti let plánoval ze zaostalého Íránu vytvořit pátou největší velmoc s třetí nejsilnější armádou. Obrovské zisky z prodeje ropy rozdělil na polovinu. Půlku investoval do armády a druhou do industrializace. Šáh velkoryse nakupoval evropské výrobky vojenského průmyslu stejně jako nejmodernější technologie. Praktickou překážkou rychlého civilizačního skoku se ale ukázala takřka neexistující infrastruktura a kvalifikovaná lidská síla. Írán neměl velkokapacitní přístavy, překladiště ani skladiště. Dopravní síť byla zastaralá. Země nebyla dostatečně elektrifikována a neměla ani dostatek elektráren. Nakoupené výrobky se tak nedařilo distribuovat a Írán platil vysoké pokuty za zablokované dopravní lodě. Obdobně to bylo s armádou. Šáh ve velkém nakupoval nejmodernější vojenskou techniku a munici, ale chyběl mu dostatek hangárů, muničních skladů, vojenských základen a zejména expertů. Šáh se ovšem obával inteligence a tak nepodporoval zakládání univerzit. Místo toho byli íránští studenti vysíláni do západních univerzit, ze kterých se ale už nechtěli do diktatury vracet. Šáh proto pozval deseti tisíce kvalifikovaných pracovníků ze západního i východního bloku, aby zemi elektrifikovali, stavěli továrny a infrastrukturu. Ti v zemi vytvořili další napětí, neboť byli násobně lépe placeni než prostí Íránci. Nejlépe placenými byli američtí armádní důstojníci a experti na moderní vojenskou techniku. Na konci šáhovy vlády tvořili američtí důstojníci třetinu ze všech důstojníků v zemi. V roce 1978 Írán vydával na armádu 13 % HDP. Elity kolem šáha využily překotných investic a výrazně se rozšířila korupce a klientelismus. Šáh rovněž investoval do rozvoje pouze turistických lokalit a zcela zanedbával venkovské a odlehlé regiony země. Zanedbával také veřejné služby. To vedlo k zásadním společenským i regionálním nerovnostem ve společnosti.

### Íránská revoluce (1977–1979)

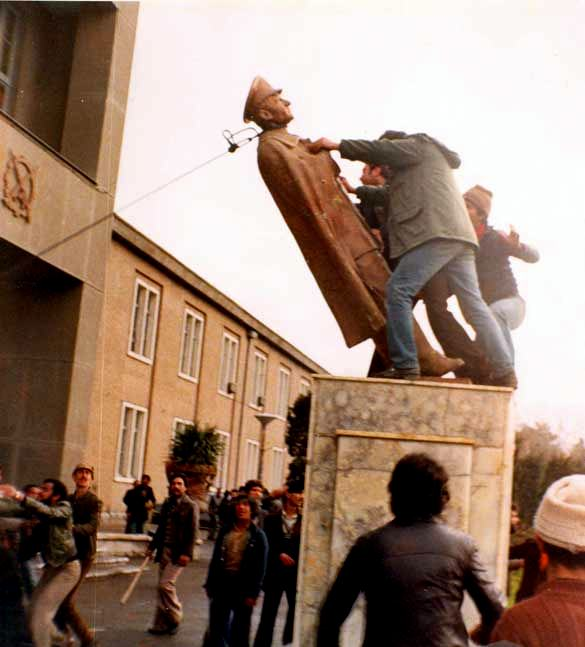
Ničení pomníku dynastie Pahlaví (1978)

Vzhledem k rychlému ekonomickému růstu bylo pro zahraniční pozorovatele svržení šáha překvapením. První drobné násilné protesty vypukly již v říjnu 1977. Hlas znovu získávali příznivci ájatolláha Chomejního, který byl v té době stále v iráckém exilu. 
Od roku 1978 se stárnoucí šáh stále méně objevoval na veřejnosti (důvodem bylo diagnostikování rakoviny). Celé léto 1978 strávil na luxusní klinice u Kaspického moře. Z důvodu jeho dlouhé nepřítomnosti propukly masové demonstrace. Poté, co se lidé dozvěděli o jeho vážné nemoci, zahájily se debaty, zda by měl být ze zdravotních důvodů zbaven vlády. Šáhovi v této situaci nepomohlo, že si po celou dobu své vlády budoval auru bohem vyvoleného neotřesitelného panovníka. Nemoc postupovala do té míry, že v září 1978 francouzští diplomaté informovali Američany, že šáh umírá. Muhammad Rezá byl vyzýván svou ženou, královnou Farah, aby se odjel léčit na Západ a ustanovil ji coby regenta, což ale šáh opakovaně odmítal, jelikož věřil, že by ho to ukázalo jako slabocha.
Mezitím íránská armáda a tajná policie brutálně potlačovaly protesty, což vyústilo v několik masakrů. Aby uklidnil situaci se šáh v říjnu 1978 rozhodl udělit milost exilovým politickým osobnostem. Mezi omilostněnými byl i ájatolláh Chomejní. Nicméně protesty pokračovaly a sílily. K tomu byly vyhlášeny stávky, a to včetně ropného průmyslu, což znamenalo výpadek hlavního státního příjmu. V listopadu šáh slíbil rozsáhlé reformy, nicméně revoluci již nešlo zastavit. V prosinci 1978 již proti šáhovi protestovaly miliony lidí. Revoluce se účastnily různé ideové proudy od příznivců levice, přes liberální inteligenci, po radikální islamisty. Na konci roku 1978 bylo zřejmé, že se značná část velení armády přidala na stranu revoluce. Paranoidní šáh v té době obvinil Brity a Američany ze zrady a zosnování převratu. 
Dne 16. ledna 1979 opustil Muhammad Rezá zemi. Následně padla vláda a novým premiérem se stal Šápúr Bachtijár. Ten rozpustil tajnou policii SAVAK, omilostnil politické vězně a zavedl svobodu tisku. Bachtijár si byl vědom Chomejního vlivu a nabídl mu, aby z města Qom učinil „islámský Vatikán“. současně slíbil vyhlášení svobodných voleb. Nicméně Chomejní nabídky odmítl a vytvořil vlastní vládu, do jejíhož čela postavil Mehdího Bázargána. Krátce poté Chomejního příznivci získali převahu v pouličních střetech a poté, co armáda vyhlásila neutralitu, se chopili moci a vyhlásili teokratickou islámskou republiku.

## Exil

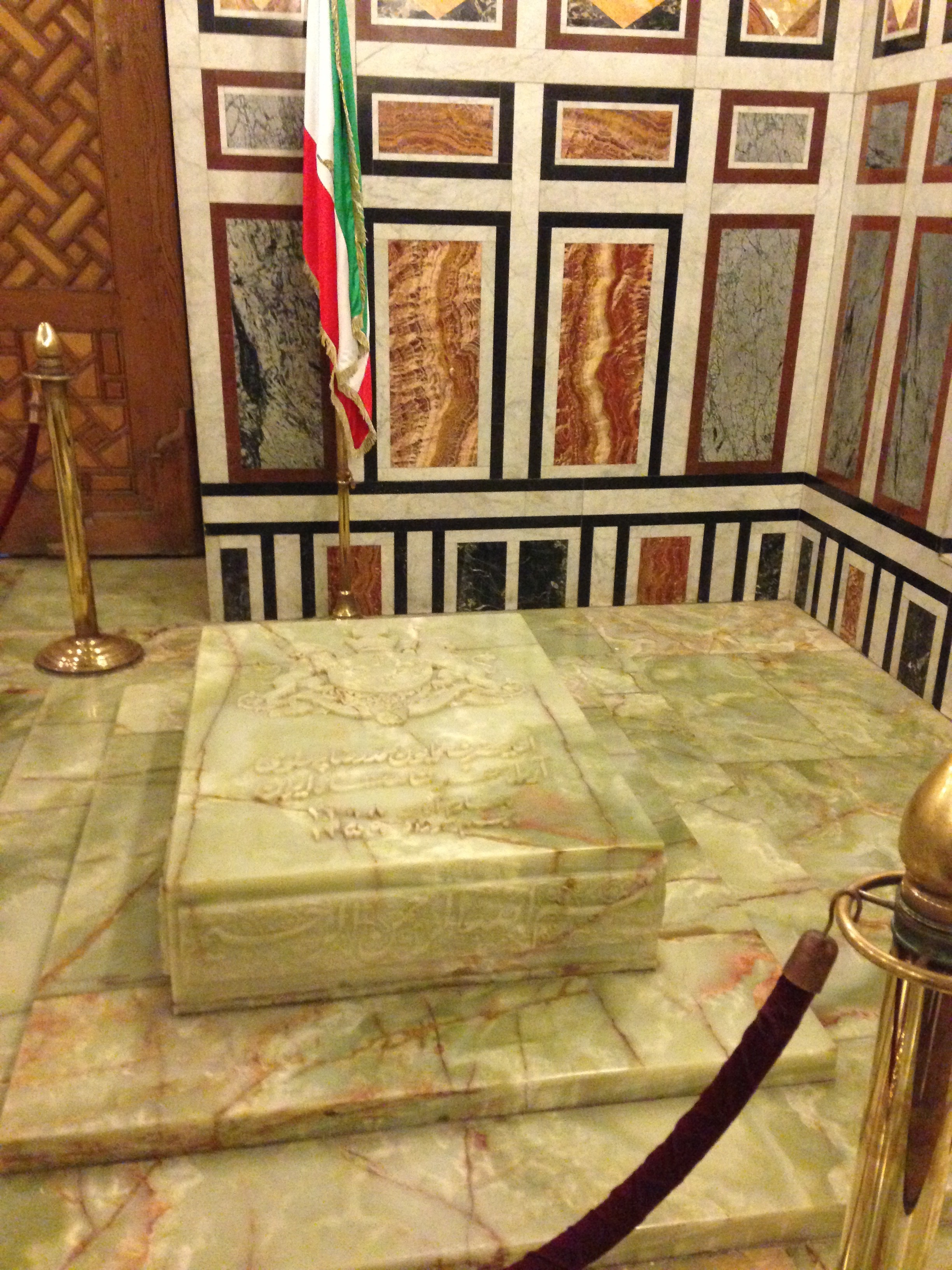
Hrobka Šáha Rezá Pahlavího v Kahiře v mešitě Al Rifai

Těžce nemocný šáh zamířil po svém svržení přes Egypt, Maroko, Bahamy a Mexiko do Spojených států, kde se podrobil léčbě rakoviny. Později se usadil v Egyptě, kde žil až do své smrti v roce 1980.

## Nemoc a smrt
Šáh si na jaře 1974 začal stěžovat na bolest břicha. Jeho osobní lékař dr. Ajadí při prohlídce šáhovi zjistil, že šáh má zřejmě zvětšenou slezinu. Následně 1. května přiletěl do Teheránu tým francouzských lékařů vedený prof. Georgem Flandrinem. Ten šáhovi diagnostikoval chronickou lymfocytickou leukémii. Lékařská zpráva, kterou dostal šáh byla zfalšovaná. Panovník se podrobnosti o své diagnóze dozvěděl až v roce 1978. Šáh se s francouzskými lékaři setkal znovu v roce 1976 v Curychu. Byli znepokojeni jeho krevním obrazem. Z jeho lékařských záznamů zjistili, že dostával nesprávné léky zhoršující jeho kondici. V roce 1979 šáh nejprve hledal útočiště na Bahamách, ale později byl nucen odjet, jeho další zastávkou se stalo Mexiko. Na několik doporučení odjel na léčení do USA. Krátce na to se přemístil z Ameriky do Panamy. Během jeho pobytu v Panamě se Chomejního poradce Sadek Ghotbzadeh setkal se šéfem kanceláře Bílého domu Hamiltonem Jordanem. Požadoval, aby CIA šáha v Panamě zavraždila. Ten ve strachu o život opustil zemi a znemožnil tak plánovanou operaci. S podlomeným zdravím odletěl do egyptské Káhiry. Zde se nakonec natrvalo usadil. Americký kardiochirurg Michael DeBakey, vedoucí operačního týmu, se rozhodl pro splenektomii (odstranění sleziny). Jeho zkušenosti s tímto zákrokem však byly velmi omezené. Během operace byla poraněna slinivka břišní. To vedlo k infekci, v jejímž důsledku Muhammad Rezá Páhlaví během několika dní upadl do kómatu a 27. července 1980 zemřel ve vojenské nemocnici v Káhiře ve věku nedožitých 61 let. Egyptský prezident Anvar as-Sádát mu vzdal poslední poctu tím, že zorganizoval státní pohřeb. Pohřben byl v mešitě Al Rifai v Káhiře, kterou dosud jednou za rok navštěvuje jeho poslední manželka Farah Pahlavi.
Šáh byl celkem třikrát ženat. S první manželkou Fauzíjou měl dceru Šahnáz, ale žádného mužského dědice – manželství bylo proto roku 1948 rozvedeno. S druhou manželkou Sorajjou Esfandijárí Bachtijárí, kterou si vzal roku 1951, neměl žádného potomka; rozvedl se s ní roku 1958. Teprve s třetí manželkou Farah (manželství uzavřeno roku 1959) měl mužské potomky – syny Kýra Rezu a Alího Rezu a kromě nich ještě dcery Farahnáz a Leilu.
Na konci srpna 1977 navštívil panovnický pár Československo (Prahu a Bratislavu) a při té příležitosti šáh obdržel Řád Bílého lva a čestný doktorát Karlovy univerzity.